# María José Requena
María José Requena Tapia (San José de la Rinconada, 1955) es una uróloga y cirujana española, especializada en trasplantes renales. Fue la primera mujer en ocupar la jefatura de un servicio de urología de un hospital en España.

## Biografía
Requena estudió en la Facultad de Medicina de la Universidad de Sevilla. En 1982, se convirtió en residente de urología del Hospital Reina Sofía de Córdoba, siendo en ese momento la única mujer residente en toda Andalucía en esa especialidad. En 1990, se doctoró con sobresaliente cum laude, con la tesis Estudio de la hipertrofia renal compensadora en pacientes sometidos a nefrectomía con técnicas de medicina nuclear por la Universidad de Córdoba y, en 1992, consiguió el Board europeo de Urología.
En 1994, Requena se convirtió en la jefa del Servicio de Urología del Hospital Reina Sofía de Córdoba, además de en la directora de la Unidad de Gestión Clínica (UGC). Aparte de ser la promotora de la cirugía robótica en su hospital, también es especialista en trasplantes de riñón, formando parte del programa de donación y trasplante renal.
La Asociación Andaluza de Urología (AAU) la nombró su presidenta en 2016, siendo la primera mujer en ocupar ese cargo. Al año siguiente, en 2017, Requena se convirtió en Académica Correspondiente en la Real Academia de Medicina y Cirugía de Sevilla. Además, es investigadora del Instituto Maimónides de Investigación Biomédica de Córdoba (IMIBIC) y colabora en investigaciones sobre el cáncer de próstata.

## Reconocimientos
En 2018 y 2019, Requena fue incluida en la lista Forbes de los 100 mejores médicos de España dentro de la especialidad de urología. En 2019 también fue reconocida en los premios Cordobeses del Año en la categoría de valores sociales.